# Ріко Кубат
Ріко Кубат (нім. Rico Kubat; 19 вересня 1971) — німецький боксер, призер чемпіонату Європи серед аматорів.

## Спортивна кар'єра
Ріко Кубат почав займатися боксом зі шкільних років. 1988 року він став чемпіоном НДР в першій найлегшій вазі. Через рік став чемпіоном НДР в найлегшій вазі. Того ж 1989 року на чемпіонаті світу серед юніорів зайняв друге місце, програвши в фіналі Данієлю Петрову (Болгарія).
1990 року Кубат став переможцем Кубку світу в Дубліні, здобувши у фіналі перемогу над Іштваном Ковачем (Угорщина) — 27-22, та ряду інших міжнародних турнірів.
1991 року після возз'єднання Німеччини Кубат переїхав тренуватися до Леверкузена, де його тренером став Фріц Здунек.
Ріко Кубат не потрапив на Олімпійських іграх 1992, поступившись в кваліфікаційному бою Маріо Лох.
На чемпіонаті Європи 1993 зайняв друге місце, поступившись в фіналі Ровшану Гусейнову (Азербайджан) — 4-7.